# Ignacy Szastecki
Ignacy Szastecki (ur. ? zm. w sierpniu 1888 roku w Skowierzynie) – polski językoznawca, pedagog i tłumacz.
Napisał „Gramatykę czeską dla Polaków”, wydaną nakładem Kazimierza Kaszewskiego z zapomogi kasy im. Mianowskiego w 1884 roku (Skład główny: Warszawa, E. Wende i sp.; Kraków, G. Gebethner i Sp.; Lwów, Gubrynowicz i Schmidt); tłumacz niektórych ustępów Owidiusza. Autor słów piosenki „Polski przemysł niech nam żyje”.
Jak donosi „Gazeta Lwowska”, zmarł w sierpniu 1888 roku po spożyciu własnoręcznie zebranych grzybów.